# The Christian Science Monitor
The Christian Science Monitor (CSM), comumente conhecido como The Monitor, é uma organização de notícias sem fins lucrativos que publica artigos diários em formato eletrônico, bem como um jornal impresso semanal. Foi fundada em 1908 como um jornal diário por Mary Baker Eddy, fundadora da Igreja de Cristo, Cientista. A tiragem impressa de 2011 não é conhecida.
De acordo com o site da organização, “a abordagem global do Monitor se reflete em como Mary Baker Eddy descreveu seu objeto como 'Não ferir ninguém, mas abençoar toda a humanidade'. O objetivo é abraçar a família humana, iluminando com a convicção de que compreender os problemas e as possibilidades do mundo nos leva às soluções.” Ao longo de sua existência, o Christian Science Monitor ganhou sete prêmios Pulitzer.

## Linha editorial
Apesar do nome, o Monitor não é um jornal com temática religiosa e não promove a doutrina de sua igreja. No entanto, a pedido de sua fundadora Eddy, um artigo religioso diário é publicado perto do fim de cada edição do Monitor.
O jornal é conhecido por evitar sensacionalismo, produzindo uma "marca distinta de jornalismo não histérico". Em 1997, o Washington Report on Middle East Affairs, uma publicação crítica da política dos Estados Unidos no Oriente Médio, elogiou o Monitor por sua cobertura objetiva e informativa do Islã e do Oriente Médio.
Durante os 27 anos em que Nelson Mandela esteve na prisão na África do Sul por se opor ao apartheid, o Christian Science Monitor era um dos jornais que ele possuía permissão para ler. Cinco meses após sua libertação, Mandela visitou Boston e esteve na sede do jornal, dizendo à equipe que o Christian Science Monitor "continua a me dar esperança e confiança para o futuro do mundo" e agradecendo-lhes por sua "cobertura inabalável do apartheid". Ele chamou o Monitor de "uma das vozes mais importantes que cobrem eventos na África do Sul".
Em 2006, Jill Carroll, repórter freelance do Monitor, foi sequestrada em Bagdá e libertada em segurança após 82 dias. Embora Carroll fosse inicialmente freelancer, o jornal trabalhou incansavelmente para sua libertação, até mesmo contratando-a como redatora logo após seu sequestro para garantir que ela tivesse benefícios financeiros. Em agosto de 2006, o Monitor publicou um artigo relatando sobre o sequestro de Carroll e posterior libertação, contando com relatos em primeira pessoa de Carroll e outros envolvidos.

## Circulação
No final de 2011, o Monitor possuía uma média de cerca de 22 milhões de acessos por mês em seu site, um pouco abaixo do Los Angeles Times. Em 2017, o Monitor passou a ter acesso pago em seu conteúdo e, em 2018, havia aproximadamente 10.000 assinaturas do serviço de e-mail Monitor Daily.

## Prêmios
A equipe do Monitor recebeu sete prêmios Pulitzer por seu trabalho:
- 1950, Prêmio Pulitzer de Reportagem Internacional: Edmund Stevens, por sua série de 43 artigos escritos durante uma residência de três anos em Moscou, intitulada "This Is Russia Uncensored" (Esta é a Rússia Sem Censura).[15]
- 1967, Prêmio Pulitzer de Reportagem Internacional: R. John Hughes, por seu relato completo da tentativa de golpe de Estado na Indonésia em 1965 e o expurgo que se seguiu entre 1965 e 1966.[16]
- 1968, Prêmio Pulitzer de Reportagem Nacional: Howard James, por sua série de artigos, Crisis in the Courts (Crises nos Tribunais).[17]
- 1969, Prêmio Pulitzer de Reportagem Nacional: Robert Cahn, por sua investigação sobre o futuro dos parques nacionais dos Estados Unidos e os métodos que podem ajudar a preservá-los.[18]
- 1978, Prêmios e citações especiais do Prêmio Pulitzer, Jornalismo: Richard Strout, pelos comentários ilustres de Washington ao longo de muitos anos como correspondente do The Christian Science Monitor e colaborador do The New Republic.[19]
- 1996, Prêmio Pulitzer de Reportagem Internacional: David Rohde, por suas persistentes reportagens no local sobre o massacre de milhares de muçulmanos bósnios no genocídio de Srebrenica.[20]
- 2002, Prêmio Pulitzer de Cartooning Editorial: Clay Bennett[21]